# St. Radegund
St. Radegund is een gemeente in de Oostenrijkse deelstaat Opper-Oostenrijk, gelegen in het district Braunau (BR). De gemeente heeft ongeveer 600 inwoners.

## Geografie
St. Radegund heeft een oppervlakte van 18 km². Het ligt in het middennoorden van het land. De grensgemeente heeft in het westen, noordwesten en noorden de bedding van de Salzach als gemeentegrens die eveneens de landsgrens vormt met Duitsland.
Altheim · Aspach · Auerbach · Braunau am Inn · Burgkirchen · Eggelsberg · Feldkirchen bei Mattighofen · Franking · Geretsberg · Gilgenberg am Weilhart · Haigermoos · Handenberg · Helpfau-Uttendorf · Hochburg-Ach · Höhnhart · Jeging · Kirchberg bei Mattighofen · Lengau · Lochen am See · Maria Schmolln · Mattighofen · Mauerkirchen · Mining · Moosbach · Moosdorf · Munderfing · Neukirchen an der Enknach · Ostermiething · Palting · Perwang am Grabensee · Pfaffstätt · Pischelsdorf am Engelbach · Polling im Innkreis · Roßbach · St. Georgen am Fillmannsbach · St. Johann am Walde · St. Pantaleon · St. Peter am Hart · St. Radegund · St. Veit im Innkreis · Schalchen · Schwand im Innkreis · Tarsdorf · Treubach · Überackern · Weng im Innkreis